# نول لمطة
مدينة نول لمطة مدينة اثرية موجودة جنوب المغرب نواحي مدينة كلميم قرب أسرير
وهي من بلاد السوس الأقصى بالمغرب، بينها وبين وادي السوس الأقصى ثلاث مراحل، ومنها إلى البحر ثلاثة أيام، وبينها وبين سجلماسة ثلاث عشرة مرحلة وفيها جزولة ولمطة. ومدينة نول إحدى مدن الإسلام، وهي مدينة كبيرة في أول الصحراء على نهر كبير يصب في البحر المحيط، وعليه قبائل لمطة ولمتونة، ومن مدينة نول إلى وادي درعة نحو ثلاث مراحل، وإنما سميت نول لمطة لأن قبيل لمطة يسكنونها، وماؤها جار، وهي آخر بلاد السوس، ومن أراد الدخول من وادي درعة إلى بلاد السودان، غانة وغيرها، فيمشي من وادي درعة نحو خمس مراحل إلى وادي تركى"

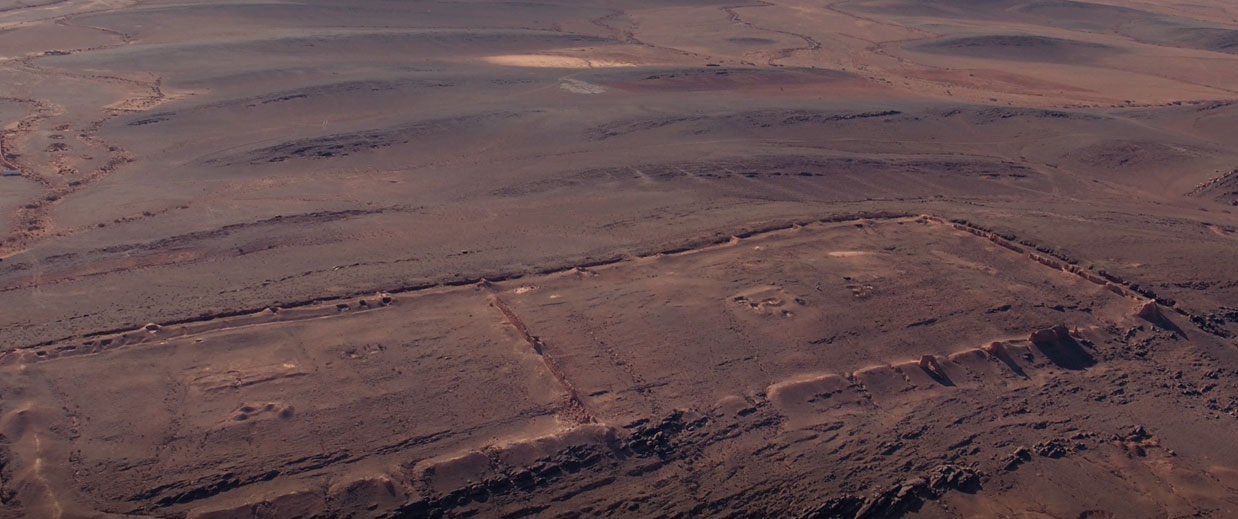
صورة من الأعلى لبقايا مدينة نول لمطة

## التسمية
ترجع تسمية مدينة نول الى الوادي الشهير المسمى بوادي نول و هو نهر في المغرب ومجرى مائي دائم في البلاد. وهو يقع على بعد 70 كيلومترا من شمال وادي درعة ويتدفق من جنوب الأطلس الصغير مرورا بكلميم ويصب في المحيط الأطلسي بمنطقة اصبويا , وقد تحرف اسم الوادي من نول الى نون وهو الذي يطلق عليه حاليا بواد نون.
وقد تأسست المدينة على يد قبيلة لمطة الصنهاجية التي كانت تسكن تلك المنطقة ، ولهذا السبب تمت اضافة اسم القبيلة الى اسم المدينة لتصبح نول لمطة نسبة الى القبيلة المؤسسة للمدينة .

## التاريخ
كما تعتبر مدينة نول هي اول مدينة وأقدمها في الصحراء الكبرى فقد قال عنها البكري في كتابه المسالك والممالك (البكري) "ومدينة نول آخر بلد الإسلام وأوّل العمران من الصحراء. وتسير السفن من ساحل نول إلى وادي السوس ثلاثة أيّام، ثمّ من وادي السوس إلى مرسى أمقدول، وهو مرسى مشتى مأمون وهو ساحل وادي السوس.
وهذا ما يجعلها أقدم مدينة تأسست في المنطقة الصحراوية .

## تأسيس الدولة المرابطية
وقد لعبت مدينة نول دورا أساسيا في تأسيس احدى أكبر الدول في التاريخ الاسلامي وهي دولة المرابطين , حيث مثلت المدينة قاعدة مهمة لتأسيس الدولة المرابطية ، نظرا لانها كانت ايضا موطنا ل قبيلة لمتونة الصنهاجية أكبر قبائل المرابطين وهذا ما ذكره الجغرافي الشريف الادريسي المعاصر وقتها في كتابه نزهة المشتاق في اختراق الافاق :
"فآما بلاد نول الأقصى وتازكاغت فهي بلاد لمتونة الصحراء ولمتونة قبيل من صنهاجة وصنهاجة ولمطة أخوان لأب واحد وأم واحدة".
ومازاد أهمية المدينة وهي أنها كانت احدى أهم نقاط عبور القوافل التجارية القادمة من سجلماسة نحو الجنوب الى غاية بلاد السودان نظرا لنشاطها الاقتصادي الكبير وقتها .

## يوسف ابن تاشفين

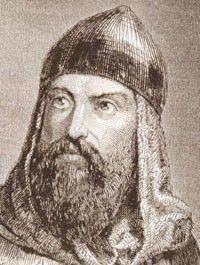
صورة تخيلية للسلطان المرابطي يوسف ابن تاشفين

ومن أهم الشخصيات التي أنجبتها مدينة نول أو منطقة واد نون بصفة عامة وهو السلطان المرابطي يوسف بن تاشفين بن إبراهيم اللمتوني الصنهاجي , قائد وأمير مسلم وَحَّد المغرب وضم الأندلس تحت مُلكه وسلطته. تولى إمارة دولة المرابطين بعد أن تنازل له ابن عمه الأمير أبو بكر بن عمر اللمتوني عن الملك، واستطاع إنشاء دولة إسلامية تمتد من بجاية شرقًا إلى المحيط الأطلسي غربًا، وما بين البحر المتوسط شمالًا حتى السودان جنوبًا.

### الشريف الادريسي
فقد ذكر الجغرافي الشهير الشريف الادريسي الذي عاصر المرابطين في كتابه الشهير نزهة المشتاق في اختراق الافاق أن قبيلة لمتونة وهي القبيلة التي ينتمي اليها يوسف ابن تاشفين وأيضا عمه أبو بكر ابن عمر , أن موطنها يمتد من بلاد نول الأقصى أي منطقة واد نون الى غاية تازكاغت والتي تعني باللسان الصنهاجي الخط الأحمر والذي قد يمثل حاليا منطقة الساقية الحمراء حاليا.

### ابن خلكان
وقد ذكر القاضي والمؤرخ الشهير ابن خلكان الذي عاش في القرن 13 في كتابه وفيات الاعيان وأنباء هذا الزمان أن بلاده هي لمطة وأنها من بلاد السوس الاقصى ، والسوس الأقصى كان يطلق هذا الاسم قديمًا على منطقة شاسعة حسب ابن خلدون تبتدئ شمالا من ما وراء مدينة مراكش ويحدها جنوبا مصب نهر درعة الذي يقع" شمال مدينة طانطان ، أي تقريبا ما يمثل المنطقة التي تتواجد بها مدينة نول لمطة سابقا او ما يصطلح عليها حاليا بمنطقة واد نون .

### عبد الواحد المراكشي
كما زاد حدد المؤرخ الشهير عبد الواحد الذي عاش كذلك في القرن 13 على أن بلاد لمتونة التي ينتمي اليها يوسف ابن تاشفين قريبة من مدينة مراكش وهذا السبب الذي جعل قبيلة لمتونة تتخدها عاصمة في عهد المرابطين و كذلك المصامدة في عهد الموحدين , أي ما يؤكد موطنها وقتها في ما يمثل اليوم منطقة واد نون.

## مآثر مدينة نول لمطة

### دار السكة المرابطية

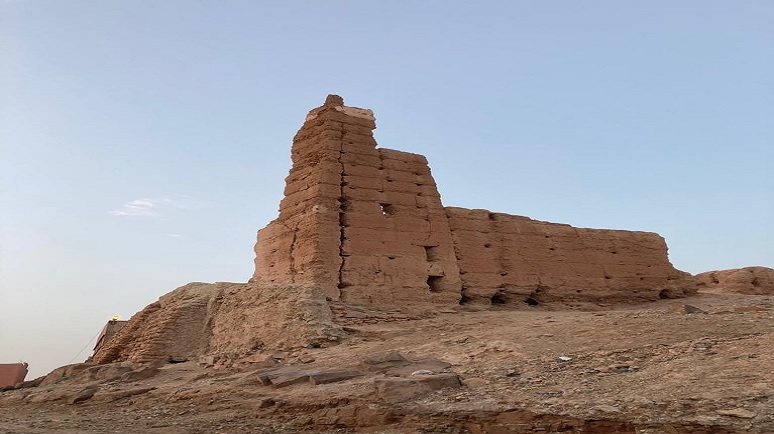
بقايا دار السكة المرابطية بمدينة نول لمطة

وكانت هناك دار ألسكة المرابطية في مدينة نول لمطة، بحسب ما عثر عليه من العملات المسكوكة خلال سنة 494هـ وما بعدها. نظرا للأهمية التي كانت تشكلها المدينة للدولة المرابطية وبحكم أنها كانت قاعدة للصحراء الكبرى وأهم قاعدة فيها .

### محلات الحرف بالمدينة
مثّلت مدينة نول مركزًا حرفيًا غنيًا بمهارات متعددة، حيث اشتهرت بعدة صناعات تقليدية مهمة. من بين هذه الصناعات البارزة كانت دباغة الجلود، حيث كانت المدينة تعتبر واحدة من المراكز البارزة لهذا الفن المهم. كانت الجلود المدبوغة في نول تشتهر بجودتها وتفرد تصاميمها.
بالإضافة إلى ذلك، كانت نول تشتهر بصناعة الدروق اللمطية. كانت هذه الصناعة جزءًا أساسيًا من التراث الحرفي للمدينة، حيث تمثل الدروق أو الدروع أحد أهم الصناعات فسميت بالدروق اللمطية نسبة الى قبيلة لمطة
وكانت المهارات الحرفية في صناعة السروج واللجم والأقتاب معدة لخدمة الإبل أخرى من الصناعات التي ازدهرت في نول. هذه الصناعة كانت ضرورية بشكل كبير في هذه المنطقة حيث تعتمد الحياة التقليدية بشكل كبير على استخدام الإبل لوسائل التنقل ونقل البضائع.

### الثروة الحيوانية بالمدينة
تميز أهل مدينة نول لمطة بتربية البقر والغنم بكميات كبيرة للغاية. هذه الحيوانات كانت جزءًا أساسيًا من حياتهم واقتصادهم. إن وجود البقر والغنم كان مهمًا جدًا لأهل المدينة، حيث كانوا يعتمدون على منتجاتهم مثل اللبن والسمن في الحياة اليومية وفي ترتيب الطعام.
ومن بين الحيوانات البيئية المميزة في المنطقة كانت "الكباش الدمانية" التي تتميز بشعرها الذي يشبه شعر المعز ولا يكون عليها صوف. هذا النوع من الكباش كان له أهمية كبيرة في الإقتصاد المحلي والحياة اليومية لأهل نول. يمكن استخدام صوف هذه الكباش لصنع منتجات متنوعة مثل الملابس والأقمشة، وكانت هذه المنتجات تشكل جزءًا من الثقافة المحلية وتجارة المدينة.
بهذا النحو، كانت تربية الحيوانات واستفادتهم من منتجاتها تمثل جزءًا أساسيًا من حياة أهل نول واقتصادهم، وكانت تلك الكباش الدمانية تعكس تنوع الحياة البرية والاقتصادية في المنطقة.

### محلات التجارة بالمدينة
مدينة نول لمطة استمرت في أن تكون مركزًا تجاريًا متنوعًا على مر العصور. تعتبر هذه المدينة ملجأًا حضريًا لأهالي المناطق المجاورة، حيث يمكن لهؤلاء الأهالي اللجوء إليها لتلبية احتياجاتهم المتنوعة والحصول على منتجات وخدمات متنوعة تتعلق بفنون حياتهم ومطالبهم المتنوعة.
هذا الدور الحضري لنول لمطة جعلها مكانًا حيويًا يشهد نشاطًا تجاريًا مزدهرًا. فقد تبادلت هناك السلع والخدمات بين السكان المحليين والزوار من مناطق مختلفة. وقد ساهم هذا التبادل في تعزيز التواصل الثقافي والاقتصادي بين مختلف الجهات وأثر إيجابيًا على اقتصاد المدينة.
بالتالي، تجسدت مدينة نول لمطة كمكان للالتقاء والتفاعل بين مختلف الثقافات والاقتصاديات، وأصبحت مكانًا حيويًا حيث يمكن للناس تلبية متطلباتهم وتلبية مطالبهم المتنوعة. تلك الأهمية التجارية والاجتماعية جعلت من نول لمطة محورًا مهمًا في منطقتها.

## سقوط المدينة وتدميرها من طرف الموحدين
بعد تأسيس الدولة الموحدية في تينمل، تعرضت مدينة نول لمطة لدمار كبير من قبل الموحدين. هذا الدمار جاء نتيجة وفاء سكان نول لمطة للمرابطين، الذين كانوا يقاتلون جنبًا إلى جنب معهم وكانوا جزءًا من الصراع ضد الغزو الموحدي. كان هذا الوفاء هو سبب دمار المدينة، حيث قام الموحدون بتدميرها نتيجة لتمثيلها لعدوهم ودعمها للمرابطين. تلك الفترة شهدت تغييرات تاريخية كبيرة في المنطقة وأثرت بشكل كبير على مستقبل نول لمطة ، وبعد تدمير المدينة، هجر سكان نول لمطة إلى نواحي طاطا وأسسوا هناك مدينة تكاوست. هذه المدينة الجديدة ستلعب دورًا مهمًا في المنطقة الجنوبية من المغرب، تمامًا كما فعلت سابقتها نول لمطة